# Leon Jessel
Leon Jessel (Stettin, 22 januari 1871 – Berlijn, 4 januari 1942) was een Duitse componist van o.a. operettes, pianostukken, liederen, walsen, mazurka's en marsen.
Thans geniet hij nog enige bekendheid met de mars uit de “Parade der Holzsoldaten” uit 1905 en de operette “Das Schwarzwaldmädel” uit 1917.

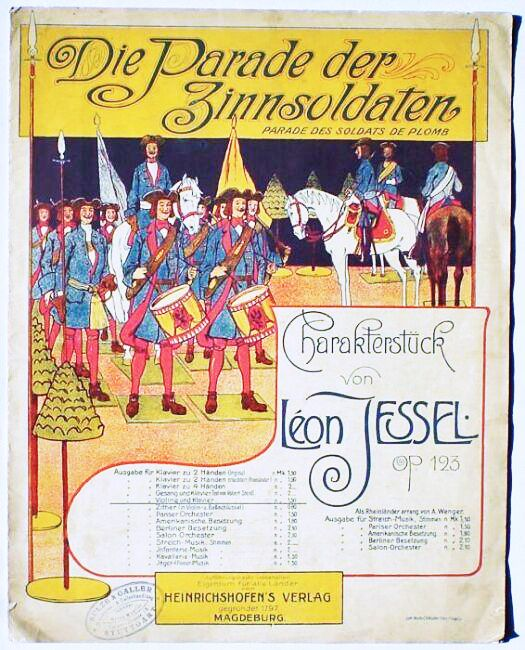
Titelpagina van de partituur van "Parade der Zinnsoldaten"

## Biografie
Leon Jessel was de zoon van een Joodse koopman, die uit Polen naar de Verenigde Staten was geëmigreerd en later met zijn vrouw Mary naar Europa terugkeerde. Jessel verkoos een muzikale carrière boven het beroep van koopman en na zijn muzikale studies werkte hij vanaf 1891 in diverse Duitse steden als dirigent, koorleider en kapelmeester. In 1894 ging hij officieel over tot het christendom om met Clara Luise Grunewald te kunnen trouwen. Uit dit huwelijk werd in 1909 zijn dochter Eva Maria geboren. In 1911 verhuisde het gezin naar Berlijn. Het eerste huwelijk eindigde op een echtscheiding in 1919 en in 1921 hertrouwde Leon Jessel met de 19 jaar jongere Anna.
Tijdens zijn tijd in Berlijn kreeg Jessel steeds meer bekendheid met onder andere operettes als “Die beiden Husaren” (1913), het succesvolle “Schwarzwaldmädel” (1917) en “Die Postmeisterin” (1921), In die Berlijnse periode schreef Leon Jessel ruim twee dozijn operettes,
In 1932 werd zijn vrouw lid van de NSDAP. Ondanks de nationalistische inhoud van zijn operettes en zijn duidelijke sympathieën voor het nationaalsocialisme werd hij reeds vanaf 1927 geviseerd wegens zijn Joodse afkomst. De operette “Junger Wein” uit 1933 was zijn laatste grote operette. Na die datum werden de opvoeringen van zijn werk verboden. In 1937 werd hij verwijderd uit de zgn. “Reichsmusikkammer”, een nationaalsocialistisch instituut dat erop toezag dat alleen zuiver Arische muziek werd gecomponeerd en verspreid. Vanaf dan werden de opnames en de uitvoeringen van zijn werk definitief verboden.
Op 15 december 1941 werd Jessel door de Gestapo gearresteerd nadat tijdens een huiszoeking een brief was ontdekt die hij in 1939 had geschreven naar een bevriend librettist met daarin de passage: “Ik kan niet werken op een moment dat Jodenhaat mijn volk dreigt te vernietigen, wanneer ik niet weet wanneer dat gruwelijke lot ook aan mijn deur zal aankloppen”. De Gestapo mishandelde Jessel zo erg in de kelders van het politiehoofdkwartier aan de Berlijnse Alexanderplatz dat hij op 4 januari 1942 overleed in het Joodse ziekenhuis van de stad.

## Huidige bekendheid
Leon Jessel geniet nog enige bekendheid door de “Parade der Holzsoldaten” uit 1905 en de operette “Das Schwarzwaldmädel” uit 1917.
“Parade der Zinnsoldaten” (“De optocht van de tinnen soldaten”) werd reeds in 1897 door Jessel gecomponeerd voor piano. In 1905 herwerkte hij het voor orkest als opus 123. Opnames ervan dateren uit 1910-1911. In 1911 koos de Russische impresario Nikita Balieff de “Parade der Zinnsoldaten” voor een choreografie in zijn vaudeville revue “La Chauve-Souris” (“De vleermuis”). Hij veranderde de titel van “Parade der Zinnsoldaten” in de “Parade der Holzsoldaten” (“De optocht van de houten soldaten”). De revue kende heel wat succes en werd zelfs opgevoerd op Broadway. Het werk werd vanaf 1922 in de VS gearrangeerd voor diverse opvoeringen (militaire marsen, concerten, liederen, piano, klein orkest, viool,gitaar, …). In 1923 maakte Lee DeForest een film van de “The Parade of the Wooden Soldiers”, uitgevoerd door het gezelschap van Balieff.
De operette “Das Schwarzwaldmädel” werd tussen 1917 en 1933 ruim 6000 keer opgevoerd.
De verfilming van de operette door Hans Deppe (“Schwarzwaldmädel”) uit 1950 werd door bijna 15 miljoen Duitsers bekeken. Het was de eerste naoorlogse Duitse heimatfilm in kleur.

## Beknopt overzicht van Jessels theaterproducties
- Die Brautwerbung (1894)
- Kruschke am Nordpol (1896)
- Die beiden Husaren (1913)
- Wer zuletzt lacht (1913)
- Schwarzwaldmädel (1917)
- Ein modernes Mädel (1918)
- Ohne Männer kein Vergnügen (1918)
- Die närrische Liebe (1919)
- Verliebte Frauen (1920)
- Schwalbenhochzeit (1921)
- Die Postmeisterin (1921)
- Das Detektivmädel (1921)
- Des Königs Nachbarin (1923)
- Der keusche Benjamin (1923)
- Meine Tochter Otto (1924)
- Prinzessin Husch (1925)
- Die kleine Studentin (1926)
- Mädels, die man liebt (1927)
- Die Luxuskabine (1929)
- Junger Wein (1933)

## Trivia
- Na zijn dood werd Leon Jessel begraven op het Südwestkirchhof Stahnsdorf en in 1955 werd hij herbegraven op het Friedhof Wilmersdorf.
- In het Berlijnse district Charlottenburg-Wilmersdorf werd een plein naar Leon Jessel genoemd.
- De “Parade der Holzsoldaten” werd in 1933 gebruikt als titellied voor de Paramount tekenfilm “The Parade of the Wooden Soldiers”.